# 2017-es Formula–1 brazil nagydíj
A brazil nagydíj volt a 2017-es Formula–1 világbajnokság tizenkilencedik futama, amelyet 2017. november 10. és november 12. között rendeztek meg a brazíliai Autódromo José Carlos Pace-en, São Paulóban.

## Szabadedzések

### Első szabadedzés
A brazil nagydíj első szabadedzését november 10-én, pénteken délelőtt tartották.
| helyezés | versenyző         | csapat/motor         | elért idő  | különbség | futott kör |
| -------- | ----------------- | -------------------- | ---------- | --------- | ---------- |
| 1        | Lewis Hamilton    | Mercedes             | 1:09,202   | −         | 36         |
| 2        | Valtteri Bottas   | Mercedes             | 1:09,329   | +0,127    | 43         |
| 3        | Kimi Räikkönen    | Ferrari              | 1:09,744   | +0,542    | 32         |
| 4        | Max Verstappen    | Red Bull-TAG Heuer   | 1:09,750   | +0,548    | 31         |
| 5        | Daniel Ricciardo  | Red Bull-TAG Heuer   | 1:09,828   | +0,626    | 38         |
| 6        | Sebastian Vettel  | Ferrari              | 1:09,984   | +0,782    | 32         |
| 7        | Felipe Massa      | Williams-Mercedes    | 1:10,102   | +0,900    | 28         |
| 8        | Stoffel Vandoorne | McLaren-Honda        | 1:10,402   | +1,200    | 26         |
| 9        | Esteban Ocon      | Force India-Mercedes | 1:10,454   | +1,252    | 36         |
| 10       | Fernando Alonso   | McLaren-Honda        | 1:10,476   | +1,274    | 24         |
| 11       | Lance Stroll      | Williams-Mercedes    | 1:10,632   | +1,430    | 42         |
| 12       | George Russell    | Force India-Mercedes | 1:11,047   | +1,845    | 29         |
| 13       | Romain Grosjean   | Haas-Ferrari         | 1:11,188   | +1,986    | 29         |
| 14       | Kevin Magnussen   | Haas-Ferrari         | 1:11,463   | +2,261    | 30         |
| 15       | Carlos Sainz Jr.  | Renault              | 1:11,467   | +2,265    | 32         |
| 16       | Nico Hülkenberg   | Renault              | 1:11,608   | +2,406    | 35         |
| 17       | Charles Leclerc   | Sauber-Ferrari       | 1:11,802   | +2,600    | 32         |
| 18       | Marcus Ericsson   | Sauber-Ferrari       | 1:11,898   | +2,696    | 28         |
| 19       | Pierre Gasly      | Toro Rosso-Renault   | 1:14,034   | +4,832    | 5          |
| 20       | Brendon Hartley   | Toro Rosso-Renault   | idő nélkül | –         | 2          |

### Második szabadedzés
A brazil nagydíj második szabadedzését november 10-én, pénteken délután tartották. Antonio Giovinazzi a szokásoktól eltérően nem az első, hanem a második szabadedzésre kapta meg Kevin Magnussen autóját.
| helyezés | versenyző          | csapat/motor         | elért idő | különbség | futott kör |
| -------- | ------------------ | -------------------- | --------- | --------- | ---------- |
| 1        | Lewis Hamilton     | Mercedes             | 1:09,515  | −         | 42         |
| 2        | Valtteri Bottas    | Mercedes             | 1:09,563  | +0,048    | 45         |
| 3        | Daniel Ricciardo   | Red Bull-TAG Heuer   | 1:09,743  | +0,228    | 37         |
| 4        | Sebastian Vettel   | Ferrari              | 1:09,875  | +0,360    | 48         |
| 5        | Max Verstappen     | Red Bull-TAG Heuer   | 1:09,886  | +0,371    | 38         |
| 6        | Kimi Räikkönen     | Ferrari              | 1:10,117  | +0,602    | 45         |
| 7        | Esteban Ocon       | Force India-Mercedes | 1:10,306  | +0,791    | 49         |
| 8        | Felipe Massa       | Williams-Mercedes    | 1:10,373  | +0,858    | 42         |
| 9        | Nico Hülkenberg    | Renault              | 1:10,396  | +0,881    | 39         |
| 10       | Fernando Alonso    | McLaren-Honda        | 1:10,655  | +1,140    | 31         |
| 11       | Carlos Sainz Jr.   | Renault              | 1:10,685  | +1,170    | 42         |
| 12       | Sergio Pérez       | Force India-Mercedes | 1:10,695  | +1,180    | 43         |
| 13       | Stoffel Vandoorne  | McLaren-Honda        | 1:10,902  | +1,387    | 38         |
| 14       | Lance Stroll       | Williams-Mercedes    | 1:11,064  | +1,549    | 44         |
| 15       | Romain Grosjean    | Haas-Ferrari         | 1:11,300  | +1,785    | 39         |
| 16       | Pierre Gasly       | Toro Rosso-Renault   | 1:11,422  | +1,907    | 44         |
| 17       | Brendon Hartley    | Toro Rosso-Renault   | 1:11,821  | +2,306    | 54         |
| 18       | Pascal Wehrlein    | Sauber-Ferrari       | 1:11,857  | +2,342    | 43         |
| 19       | Marcus Ericsson    | Sauber-Ferrari       | 1:11,989  | +2,474    | 17         |
| 20       | Antonio Giovinazzi | Haas-Ferrari         | 1:12,417  | +2,902    | 37         |

### Harmadik szabadedzés
A brazil nagydíj harmadik szabadedzését november 11-én, szombaton délelőtt tartották.
| helyezés | versenyző         | csapat/motor         | elért idő  | különbség | futott kör |
| -------- | ----------------- | -------------------- | ---------- | --------- | ---------- |
| 1        | Valtteri Bottas   | Mercedes             | 1:09,281   | −         | 24         |
| 2        | Lewis Hamilton    | Mercedes             | 1:09,284   | +0,003    | 26         |
| 3        | Kimi Räikkönen    | Ferrari              | 1:09,326   | +0,045    | 20         |
| 4        | Sebastian Vettel  | Ferrari              | 1:09,339   | +0,058    | 21         |
| 5        | Daniel Ricciardo  | Red Bull-TAG Heuer   | 1:10,244   | +0,963    | 14         |
| 6        | Fernando Alonso   | McLaren-Honda        | 1:10,288   | +1,007    | 15         |
| 7        | Sergio Pérez      | Force India-Mercedes | 1:10,322   | +1,041    | 21         |
| 8        | Esteban Ocon      | Force India-Mercedes | 1:10,357   | +1,076    | 23         |
| 9        | Max Verstappen    | Red Bull-TAG Heuer   | 1:10,495   | +1,214    | 9          |
| 10       | Carlos Sainz Jr.  | Renault              | 1:10,599   | +1,318    | 23         |
| 11       | Stoffel Vandoorne | McLaren-Honda        | 1:10,637   | +1,356    | 21         |
| 12       | Felipe Massa      | Williams-Mercedes    | 1:10,671   | +1,390    | 14         |
| 13       | Kevin Magnussen   | Haas-Ferrari         | 1:10,721   | +1,440    | 19         |
| 14       | Nico Hülkenberg   | Renault              | 1:10,743   | +1,462    | 18         |
| 15       | Romain Grosjean   | Haas-Ferrari         | 1:10,762   | +1,481    | 20         |
| 16       | Pierre Gasly      | Toro Rosso-Renault   | 1:10,981   | +1,700    | 32         |
| 17       | Brendon Hartley   | Toro Rosso-Renault   | 1:11,085   | +1,804    | 30         |
| 18       | Pascal Wehrlein   | Sauber-Ferrari       | 1:11,126   | +1,845    | 25         |
| 19       | Marcus Ericsson   | Sauber-Ferrari       | 1:11,480   | +2,199    | 27         |
| 20       | Lance Stroll      | Williams-Mercedes    | idő nélkül | –         | 1          |

## Időmérő edzés
A brazil nagydíj időmérő edzését november 11-én, szombaton futották.
| helyezés              | rajtszám | versenyző         | csapat/motor         | 1. rész    | 2. rész    | 3. rész  | rajthely   | futott kör |
| --------------------- | -------- | ----------------- | -------------------- | ---------- | ---------- | -------- | ---------- | ---------- |
| 1                     | 77       | Valtteri Bottas   | Mercedes             | 1:09,452   | 1:08,638   | 1:08,322 | 1          | 22         |
| 2                     | 5        | Sebastian Vettel  | Ferrari              | 1:09,643   | 1:08,494   | 1:08,360 | 2          | 21         |
| 3                     | 7        | Kimi Räikkönen    | Ferrari              | 1:09,405   | 1:09,116   | 1:08,538 | 3          | 18         |
| 4                     | 33       | Max Verstappen    | Red Bull-TAG Heuer   | 1:09,820   | 1:09,050   | 1:08,925 | 4          | 18         |
| 5                     | 3        | Daniel Ricciardo  | Red Bull-TAG Heuer   | 1:09,828   | 1:09,533   | 1:09,330 | 14[1]      | 19         |
| 6                     | 11       | Sergio Pérez      | Force India-Mercedes | 1:10,145   | 1:09,760   | 1:09,598 | 5          | 21         |
| 7                     | 14       | Fernando Alonso   | McLaren-Honda        | 1:10,172   | 1:09,593   | 1:09,617 | 6          | 17         |
| 8                     | 27       | Nico Hülkenberg   | Renault              | 1:10,078   | 1:09,726   | 1:09,703 | 7          | 21         |
| 9                     | 55       | Carlos Sainz Jr.  | Renault              | 1:10,227   | 1:09,768   | 1:09,805 | 8          | 17         |
| 10                    | 19       | Felipe Massa      | Williams-Mercedes    | 1:09,789   | 1:09,612   | 1:09,841 | 9          | 16         |
| 11                    | 31       | Esteban Ocon      | Force India-Mercedes | 1:10,168   | 1:09,830   |          | 10         | 17         |
| 12                    | 8        | Romain Grosjean   | Haas-Ferrari         | 1:10,148   | 1:09,879   |          | 11         | 16         |
| 13                    | 2        | Stoffel Vandoorne | McLaren-Honda        | 1:10,286   | 1:10,116   |          | 12         | 15         |
| 14                    | 20       | Kevin Magnussen   | Haas-Ferrari         | 1:10,521   | 1:10,154   |          | 13         | 18         |
| 15                    | 28       | Brendon Hartley   | Toro Rosso-Renault   | 1:10,625   | idő nélkül |          | 18[1]      | 15         |
| 16                    | 94       | Pascal Wehrlein   | Sauber-Ferrari       | 1:10,678   |            |          | 15         | 12         |
| 17                    | 10       | Pierre Gasly      | Toro Rosso-Renault   | 1:10,686   |            |          | 19[2]      | 10         |
| 18                    | 18       | Lance Stroll      | Williams-Mercedes    | 1:10,776   |            |          | 16[3]      | 8          |
| 19                    | 9        | Marcus Ericsson   | Sauber-Ferrari       | 1:10,875   |            |          | 17[4]      | 12         |
| 107%-os idő: 1:14,263 |          |                   |                      |            |            |          |            |            |
| NK                    | 44       | Lewis Hamilton    | Mercedes             | idő nélkül |            |          | boxutca[5] | 2          |

Megjegyzés:
- ↑ 1:  — Daniel Ricciardo és Brendon Hartley autójában is MGU-H-t kellett cserélni, ezért mindketten 10-10 rajthelyes büntetést kaptak.[3]
- ↑ 2:  — Pierre Gasly autójában turbófeltöltőt, valamint a hétvége folyamán két alkalommal is MGU-H-t kellett cserélni, ezért összesen 25 rajthelyes büntetést kapott.[4]
- ↑ 3:  — Lance Stroll autójában a harmadik szabadedzés után sebességváltót kellett cserélni, ezért 5 rajthelyes büntetést kapott.[5]
- ↑ 4:  — Marcus Ericsson autójában sebességváltót kellett cserélni, ezért 5 rajthelyes büntetést kapott.[6]
- ↑ 5:  — Lewis Hamilton a Q1 elején balesetet szenvedett, így nem tudott mért kört futni, de megkapta a rajtengedélyt.[7] Hamilton autójában a parc fermé életbe lépése után cseréltek alkatrészeket, valamint új belsőégésű motort, MGU-H-t és turbófeltöltőt is beszereltek az autójába, így a boxutcából volt kénytelen rajtolni.[8]

## Futam
A brazil nagydíj futama november 12-én, vasárnap rajtolt.
| helyezés | rajtszám | versenyző         | csapat/motor         | futott kör | idő/kiesés oka   | rajthely | pont |
| -------- | -------- | ----------------- | -------------------- | ---------- | ---------------- | -------- | ---- |
| 1        | 5        | Sebastian Vettel  | Ferrari              | 71         | 1:31:26,262      | 2        | 25   |
| 2        | 77       | Valtteri Bottas   | Mercedes             | 71         | +2,762           | 1        | 18   |
| 3        | 7        | Kimi Räikkönen    | Ferrari              | 71         | +4,600           | 3        | 15   |
| 4        | 44       | Lewis Hamilton    | Mercedes             | 71         | +5,468           | boxutca  | 12   |
| 5        | 33       | Max Verstappen    | Red Bull-TAG Heuer   | 71         | +32,940          | 4        | 10   |
| 6        | 3        | Daniel Ricciardo  | Red Bull-TAG Heuer   | 71         | +48,691          | 14       | 8    |
| 7        | 19       | Felipe Massa      | Williams-Mercedes    | 71         | +1:08,882        | 9        | 6    |
| 8        | 14       | Fernando Alonso   | McLaren-Honda        | 71         | +1:09,363        | 6        | 4    |
| 9        | 11       | Sergio Pérez      | Force India-Mercedes | 71         | +1:09,500        | 5        | 2    |
| 10       | 27       | Nico Hülkenberg   | Renault              | 70         | +1 kör           | 7        | 1    |
| 11       | 55       | Carlos Sainz Jr.  | Renault              | 70         | +1 kör           | 8        |      |
| 12       | 10       | Pierre Gasly      | Toro Rosso-Renault   | 70         | +1 kör           | 19       |      |
| 13       | 9        | Marcus Ericsson   | Sauber-Ferrari       | 70         | +1 kör           | 17       |      |
| 14       | 94       | Pascal Wehrlein   | Sauber-Ferrari       | 70         | +1 kör           | 15       |      |
| 15       | 8        | Romain Grosjean   | Haas-Ferrari         | 69         | +2 kör           | 11       |      |
| 16       | 18       | Lance Stroll      | Williams-Mercedes    | 69         | +2 kör           | 16       |      |
| ki       | 28       | Brendon Hartley   | Toro Rosso-Renault   | 40         | erőforrás        | 18       |      |
| ki       | 31       | Esteban Ocon      | Force India-Mercedes | 0          | baleseti sérülés | 10       |      |
| ki       | 2        | Stoffel Vandoorne | McLaren-Honda        | 0          | baleset          | 12       |      |
| ki       | 20       | Kevin Magnussen   | Haas-Ferrari         | 0          | baleset          | 13       |      |

## A világbajnokság állása a verseny után
| H   | Versenyzők       | Pont | H   | Konstruktőrök        | Pont |
| --- | ---------------- | ---- | --- | -------------------- | ---- |
| 1.  | Lewis Hamilton   | 345  | 1.  | Mercedes             | 625  |
| 2.  | Sebastian Vettel | 302  | 2.  | Ferrari              | 495  |
| 3.  | Valtteri Bottas  | 280  | 3.  | Red Bull-TAG Heuer   | 358  |
| 4.  | Daniel Ricciardo | 200  | 4.  | Force India-Mercedes | 177  |
| 5.  | Kimi Räikkönen   | 193  | 5.  | Williams-Mercedes    | 82   |
| 6.  | Max Verstappen   | 158  | 6.  | Toro Rosso-Renault   | 53   |
| 7.  | Sergio Pérez     | 94   | 7.  | Renault              | 49   |
| 8.  | Esteban Ocon     | 83   | 8.  | Haas-Ferrari         | 47   |
| 9.  | Carlos Sainz Jr. | 54   | 9.  | McLaren-Honda        | 28   |
| 10. | Felipe Massa     | 42   | 10. | Sauber-Ferrari       | 5    |

(A teljes táblázat)

## Statisztikák
- Vezető helyen:
  - Sebastian Vettel: 57 kör (1-28 és 43-71)
  - Kimi Räikkönen: 1 kör (29)
  - Lewis Hamilton: 13 kör (30-42)
- Valtteri Bottas 3. pole-pozíciója.
- Sebastian Vettel 47. futamgyőzelme.
- Max Verstappen 2. versenyben futott leggyorsabb köre.
- A Ferrari 230. futamgyőzelme.
- Sebastian Vettel 98., Valtteri Bottas 21., Kimi Räikkönen 91. dobogós helyezése.